# Хугаев, Ростислав Ерастович
Ростисла́в Ера́стович Хуга́ев (осет. Хуыгаты Ерасты фырт Ростик; род. 17 декабря 1951, село Миртгаджин) — самарский предприниматель югоосетинского происхождения, президент группы компаний «Амонд», председатель Самарского областного национально-культурного центра осетинской диаспоры «Алания». Премьер-министр Южной Осетии с 15 мая 2012 по 20 апреля 2014 года.

## Биография
Родился 17 декабря 1951 года в селе Миртгаджин Кударского района Юго-Осетинской автономной области. В возрасте 20 лет переехал в г. Куйбышев. В 1979 году окончил Куйбышевский инженерно-строительный институт им. А. И. Микояна (ныне СГАСУ) по специальности «Промышленное и гражданское строительство».

## Награды
- Орден Дружбы (Южная Осетия)
- Почётный знак Губернатора Самарской области «За служение людям» (28 августа 2023) — за общественную полезную работу, направленную на благо жителей Самарской области[8]
- Орден Дружбы (4 мая 2022, Россия) — за достигнутые трудовые успехи и многолетнюю добросовестную работу[9]